# Омотские языки

Современное распространение омотских и других афразийских языков

Омо́тские языки́ — семья в составе афразийской макросемьи. Большинство говорящих проживают на юго-западе Эфиопии; на одном языке (ганза) говорят на востоке Судана. Название языковой семьи происходит от названия реки Омо.

## Внешняя классификация
Ранее омотские языки рассматривали как западную группу кушитских языков, однако после работ Г. Флеминга, поддержанных позднее М. Л. Бендером и Р. Дж. Хейуордом, они стали считаться особой семьёй в составе афразийской макросемьи. Более того, иногда ставится вопрос о самой принадлежности омотских языков к ней.

## Внутренняя классификация
Ниже приведена классификация крупнейших из омотских языков по Л. Бендеру (Lionel Bender, 2000). Численность говорящих указана по переписи 2007 года.
- Ароидная (южноомотская) ветвь
  - хамер-банна (75 878 чел.) с наречиями хамер, банна, каро, бешада
  - аари (или ари; 285 473 чел.)
  - гайил (галила, северный аари)
  - диме (6 500 чел. по переписи 1998 года)
- Северно-омотская подсемья
  - ветвь мао (северная мао) — всего 33,7 тыс. чел.
    - хозо-ганза (западная мао): языки хозо, сезо, ганза
    - вост. мао: язык бамбеши (бамбаси)

  - Дизоидная ветвь
    - дизи (33 927 чел.)
    - шеко (38 911 чел.)
    - нао (найи) (38 911 чел.)

  - гонга-гимоджская ветвь (та-не)
    - Группа гонга (кефоидная)
      - боро (38 911 чел.)
      - анфило (500 чел., 1990 SIL)
      - южный гонга: наречия каффа (834 918 чел.), моча (80 162 чел.), гаро (†)

  - Группа йем: язык йемса (джанджеро; 92 177 чел.)
  - Гимирская группа: языки бенч (гимирра; 347 636 чел.) и ше (492 чел.)
  - Ометская группа (макро-омето)
    - чара (язык) (13 100 чел.)
    - Центральноометская подгруппа
      - северноометский кластер (3 570 809 чел.): наречия/языки гамо-гофа-дауро (2 000 000 чел), гофа-волайта (воламо; 1 627 955 чел.), гамо-дорзе.
      - баскето (мескето) (92 586 чел.)
      - мело (20 151 по переписи 1998 года)
      - ойда (36 946 чел.)

    - Язык мале (94 746 чел.)
    - Восточноометская подгруппа
      - зайсе-зергулла (18 512 чел.)
      - койра (коорете; 163 841 чел.), вкл. наречие гидичо (4 619 чел.)
      - качаме-ганджуле (6 301 чел.)

Данная классификация отличается от более ранней классификации Г. Флеминга (Harold Fleming, 1976), как терминологически, так и включением языков мао, генетическая принадлежность которых ранее была неясна, а также некоторыми отличиями во внутренней классификации.

## Типологическая характеристика
Типологически омотские языки близки восточным и центральным кушитским языкам и другим языкам этого региона. Омотские языки по своему строю, в основном, являются агглютинативными языками.

## Письменность
В конце XX века многие омотские языки (волайта, гамо, южный гонга, аари, бенч и др.) получили письменность на основе латинской графики, однако во многих случаях она используется ограниченно. Для религиозной литературы часто используется эфиопское письмо.